# Tori no Uta
«Tori no Uta» (яп. 鳥の詩, букв. «Птичья поэма») — японская транс-песня в исполнении Lia, написанная Дзюн Маэда, написанная Синдзи Орито и аранжированная Казуя Такасэ. Песня была записана в Paramount Studio в Лос-Анджелесе студией визуальных новелл Key через их звукозаписывающий лейбл Key Sounds Label для использования в качестве опенинга визуальной новеллы Air 2000 года . Короткая версия песни была впервые выпущена на сборнике I've Sound Verge в июле 2000 года. Полная версия «Tori no Uta» впервые появилась на альбоме ремиксов ограниченным тиражом Ornithopter (сентябрь 2000 г.), первоначально включенном в первый печатный выпуск игры Air, хотя ремикс на «Tori no Uta» не был включен в альбом. Позже песня была широко распространена в саундтреке Air Original Soundtrack (2002). Позже эта песня была использована в качестве опенинга аниме-сериала Air в 2005 году. Японское развлекательное радио-шоу Moteken использовало «Tori no Uta» в качестве финального саундтрека своей трансляции 15 октября 2007 года.